# Irpex
Irpex Fr. (porokolczak) – rodzaj grzybów z rodziny Irpicaceae.

## Charakterystyka
Grzyby kortycjoidalne o bazydiokarpie rocznym, rozpostartym, rozproszonym, czasem nieco rozpostarto-odgiętym. Hymenofor od rurkowego do kolczastego, z porami nieregularnymi lub irpikoidalnymi, płona powierzchnia dolna biaława, owłosiona. System strzępkowy dimityczny, strzępki generatywne z prostymi przegrodami, strzępki szkieletowe grubościenne, bez przegród. Występują grubościenne pseudocystydy z inkrustowaną częścią końcową. Podstawki maczugowate, 4-sterygmowe z prostą przegrodą u podstawy. Bazydiospory cylindryczne, gładkie, cienkościenne, nieamyloidalne.
Irpex zazwyczaj łatwo odróżnić po cechach makro i mikroskopowych. Od Steccherinum odróżnia się przede wszystkim nieregularnie irpikoidalnym hymenoforem. Ponadto większość gatunków Steccherinum ma strzępki generatywne ze sprzążkami. Filogenetycznie Irpex i Steccherinum należą do żagwiowców (Polyporaceae), ale do różnych rodzin.

## Systematyka i nazewnictwo
Pozycja w klasyfikacji według Index Fungorum: Meruliaceae, Polyporales, Incertae sedis, Agaricomycetes, Agaricomycotina, Basidiomycota, Fungi.
Synonim naukowy: Flavodon Ryvarden.
Polską nazwę zaproponował Władysław Wojewoda w 2003 r. W polskim piśmiennictwie mykologicznym należące do tego rodzaju gatunki opisywane były także jako żagiew, palczak, ząbkowiec, porak, włosak i radlak.
Gatunki występujące w Polsce:
- Irpex lacteus (Fr.) Fr. 1828 – porokolczak mleczny
- Irpex latemarginatus (Durieu & Mont.) C.C. Chen & Sheng H. Wu 2021 – tzw. napień kruchy

Nazwy naukowe na podstawie Index Fungorum. Wykaz gatunków i nazwy polskie według W. Wojewody.